# Herbert Karrenberg (Geologe)
Herbert Karrenberg (* 24. März 1909 in Velbert; † 15. September 1983) war ein deutscher Geologe. Er war Direktor des Geologischen Landesamts Nordrhein-Westfalen in Krefeld.
Karrenberg studierte von 1928 bis 1933 in Frankfurt am Main, Wien und Göttingen. Am 9. Februar 1934 wurde er an der Universität Göttingen bei Hans Stille promoviert (Die postvariscische Entwicklung des Kantabro-asturischen Gebirges). 1936 bis 1939 war er bei der Preußischen Geologischen Landesanstalt.
Seit 1956 hatte er einen Lehrauftrag an der Universität Bonn, wo er sich am 3. Mai 1961 habilitierte und ab 1966 eine außerplanmäßige Professur besetzte.
Karrenberg befasste sich insbesondere mit Hydrogeologie und Ingenieurgeologie.
1972 erhielt er die Hans-Stille-Medaille.

## Schriften
- Hydrogeologie der nichtverkarstungsfähigen Festgesteine, Springer Verlag 1981
- Geologische und bodenmechanische Ursachen von Rutschungen, Gleitungen und Bodenfliessen, Forschungsberichte des Landes Nordrhein-Westfalen Nr. 1138, Opladen, Westdeutscher Verlag 1963
- mit Hermann Vogler Die Rauhigkeit und Griffigkeit von Natursteinstrassen, Köln, Forschungsgesellschaft für das Strassenwesen 1959
- mit Markus Bachmann, Egon Wiegel (Herausgeber) Die Karbon-Ablagerungen in der Bundesrepublik Deutschland: eine Übersicht, Fortschritte in der Geologie von Rheinland und Westfalen, Band 19, 1971, Geologisches Landesamt Nordrhein-Westfalen
- Herausgeber mit B. Dolezalek Beiträge zur Ingenieurgeologie. Ein Symposium, Fortschritte in der Geologie von Rheinland und Westfalen, Band 15, 1968, Geologisches Landesamt Nordrhein-Westfalen

Für weitere Arbeiten siehe auch Hans-Wilhelm Quitzow.